# Chuck Peddle
Charles Ingerham Peddle, detto Chuck (Bangor, 25 novembre 1937 – Santa Cruz, 15 dicembre 2019), è stato un ingegnere statunitense.
Nel 1973 fu assunto in Motorola, presso cui ha partecipato allo sviluppo del processore 6800 e dove è rimasto fino al 1974, anno in cui è passato presso MOS Technology.
È noto per aver partecipato allo sviluppo del Motorola 6800, per essere stato il progettista principale del microprocessore MOS Technology 6502 nonché dei computer KIM-1 e Commodore PET, entrambi basati sul 6502.

## Biografia

### Origini e formazione
Peddle è nato nel Maine e, durante gli anni scolastici, ha lavorato in una stazione radio per poi entrare nel Corpo dei Marines nel 1955. Dopo il servizio di leva ha frequentato l'Università del Maine ed ha lavorato per la General Electric. Successivamente ha lavorato anche per "Celetron", una società americana produttrice di componenti per computer, e per "Rader, Fishman e Grauer PLLC", una società di consulenza. A lui sono legati diversi brevetti nel campo informatico.

### L'assunzione alla Motorola e il progetto MC6800
Frequentando i clienti di Motorola per promuovere il nuovo microprocessore, a Peddle fu spesso mossa la critica che il 6800 costasse troppo. Intuendo le potenzialità commerciali di un processore a basso prezzo, pensò ad un prodotto sui 25$ da affiancare al costoso Motorola 6800, che veniva venduto a 300$. Ma i vertici di Motorola non erano intenzionati ad abbassare il prezzo del loro chip né a svilupparne una versione più economica.
Peddle decise nel mese di agosto del 1974 di lasciare la società: insieme a lui se ne andò anche Bill Mensch, uno dei principali progettisti del 6800. Peddle ebbe dei contatti con MOS Technology, una società che produceva una versione del gioco Pong su singolo chip per Atari. MOS era interessata all'idea di Peddle e decise di assumere i due ingegneri, insieme ad altri loro colleghi del gruppo di sviluppo del 6800 che decisero di seguirli.

### Il periodo presso la MOS Technology
Peddle progettò una nuova linea di CPU che, per contenere i costi, integravano solo le caratteristiche e le istruzioni che erano state richieste dai loro clienti. Mensch realizzò il layout del primo chip di quella linea che, nel 1975, fu presentato alla stampa da MOS come 6501, seguito poi dal 6502: il 6501 aveva la piedinatura compatibile con quella del 6800 per cui Motorola citò MOS per violazione dei brevetti sul suo chip, che fu perciò ritirato dal mercato.
Presentò per la prima volta il suo nuovo calcolatore a 16 bit, il SIRIUS I, al Museo della Scienza e della Tecnica a Milano (Italia) e gli fu da interprete, all'affollatissima schiera di giornalisti italiani del settore, Roberto Bonezzi, amministratore delegato di Harden S.p.A., distributrice, fino a che lui rimase in Commodore, dei prodotti della stessa azienda.
Il MOS 6502 era un chip innovativo, che offriva prestazioni superiori a quelle del Motorola 6800 ad un costo di soli 25$: grazie a ciò esso ebbe un notevole successo e fu utilizzato in molti computer ad 8 bit dell'epoca come l'Apple I, l'Apple II, il Commodore VIC-20, il Nintendo Entertainment System (NES), i computer Atari ad 8 bit, i computer Oric e BBC Micro di Acorn Computers. Anche MOS utilizzò il 6502 per proporre il KIM-1, un mini-computer per hobbisti che riscosse molto successo.

### Il passaggio alla Commodore
Commodore, che all'epoca vendeva calcolatrici elettroniche, era alla ricerca di un produttore di integrati da acquisire per ridurre i costi di produzione. Grazie al successo del 6502 Commodore decise di acquisire MOS Technology ed integrò Peddle nel suo organico. Arrivato in Commodore, Peddle convinse l'allora presidente Jack Tramiel che le calcolatrici avrebbero lentamente lasciato il passo ai computer. Tramiel gli affidò l'incarico di progettarne uno e Peddle sviluppò da zero un computer basandosi sul KIM-1, a cui aggiunse in un unico cabinet un monitor monocromatico, un lettore di cassette ed una tastiera: il risultato fu messo in vendita nel 1977 come PET, il primo personal computer di Commodore.

### L'uscita da Commodore
Nel 1980 lasciò Commodore per divergenze con Tramiel sulla conduzione della società. Fondò con Chris Fish, uno dei finanziatori di Commodore, la Sirius Systems Technology, dove produsse il Victor 9000/Sirius 1, uno dei primi computer a 16 bit compatibile CP/M-86 e MS-DOS. La società, divenuta Victor Technologies nel 1982 dopo l'acquisizione di Victor Business Systems, è stata dichiarata fallita nel 1984 ed è stata riorganizzata secondo le direttive del Capitolo 11 della legislazione americana nel 1985. Venduta la società al gruppo svedese Datatronic, Peddle nel 1985 è entrato nella Tandon, una società di un suo amico, Sinjang Lal Tandon, produttrice di dischi rigidi e IBM compatibili con sede in Svizzera. La società ha avuto un buon successo e, verso la fine degli anni ottanta Tandon è stata la prima produttrice di compatibili sul mercato europeo.